# OpenCL
OpenCL (Open Computing Language), är ett ramverk för att skriva program som kan köras på både vanliga CPUer och de GPUer som finns på grafikkort utan att ta hänsyn till den underliggande processortypen.
OpenCL, precis som sina kusiner OpenGL och OpenAL är en fri standard som vem som helst kan implementera utan att betala licensavgifter. OpenCL startade som ett projekt hos Apple och är en av de nya tekniker som introducerades med Mac OS Snow Leopard (10.6) men det stöds av såväl Nvidia som AMD och Intel.
Tack vare grafikkortstillverkarna får även Windows 7 och Linux stöd för OpenCL. 